# Hervé de Lépinau
Hervé de Lépinau, né le 8 juin 1969 à Boulogne-Billancourt (Hauts-de-Seine), est un avocat et homme politique français.
Membre du Rassemblement national depuis 2014, il est élu député dans la 3e circonscription de Vaucluse lors des élections législatives de 2022. Il siège au sein du groupe RN et de la commission des Affaires économiques de l'Assemblée nationale.
Il est également conseiller départemental de Vaucluse depuis 2015, élu dans la canton de Carpentras.

## Biographie
Hervé de Lépinau est avocat au barreau de Carpentras. Fils d'Etienne, baron de Lépinau[réf. nécessaire], il appartient à une famille subsistante de la noblesse française.
Il est père de 6 enfants et vit dans le Vaucluse depuis 1997[réf. nécessaire].
Hervé de Lépinau a été l'avocat de l'Alliance générale contre le racisme et pour le respect de l’identité française et chrétienne (Agrif) dans le cadre de l'action qu'elle menait à la suite de l'exposition, par la Collection Lambert, du Piss Christ d'Andres Serrano.

## Carrière politique

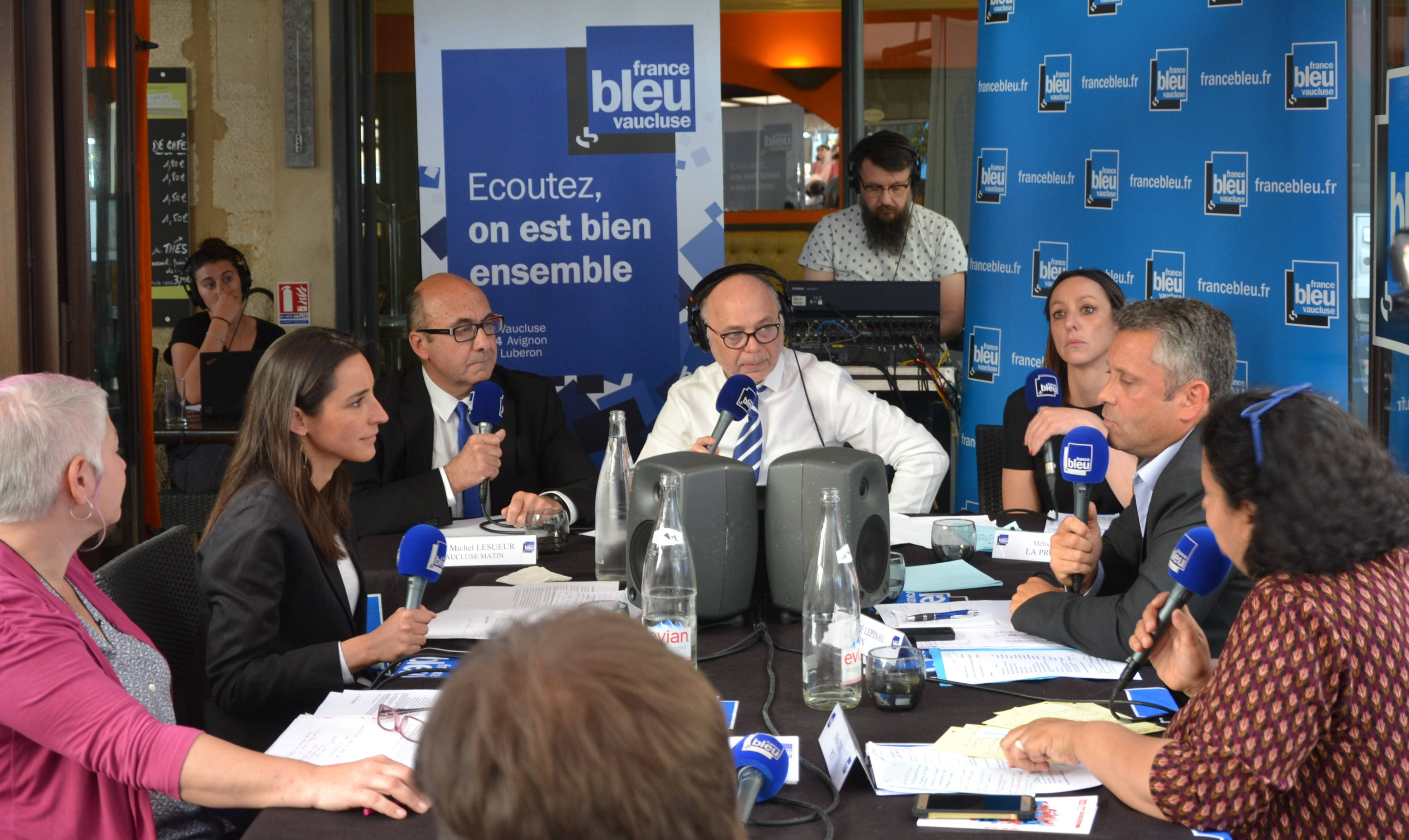
Débat entre Hervé de Lépinau et Brune Poirson lors de la campagne législative de 2017.

Hervé de Lépinau s'engage pour la première fois en politique lors des élections législatives de 2007 sous la bannière du Mouvement pour la France avec Philippe de Villiers. Il réalise 5,14 % des voix, ce qui lui permet de faire rembourser sa campagne.
Soutien de Jacques Bompard depuis, on le retrouve sous la bannière de la Ligue du Sud comme suppléant de Marion Maréchal-Le Pen aux élections législatives de 2012 qui voient la victoire de la nouvelle benjamine de l'Assemblée nationale[réf. nécessaire].
Adhérant au Front national (devenu Rassemblement national) en 2014, il s'engage dans la campagne des municipales à Carpentras comme tête de liste. Il perd l'élection au second tour (42,15 %) face au maire sortant Francis Adolphe (44,46 %), ce que certains imputent au maintien de la liste menée par Julien Aubert (13,4 %).
En 2015, il sort victorieux des élections départementales dans le canton de Carpentras avec sa binôme Marie Thomas de Maleville face à Francis Adolphe, où il obtient 52,27 % des suffrages exprimés.
Lors des élections législatives de 2017, il est candidat à la suite de Marion Maréchal-Le Pen ; il échoue au second tour face à Brune Poirson de La République en marche.
En 2020, il cède la tête de liste pour les municipales de Carpentras à Bertrand de La Chesnais créant ainsi une liste d'union. Il échoue à nouveau au second tour avec 39 % face au maire sortant Serge Andrieu (DVG) à 46 % et la liste LR à 15 %.
En 2021, il est sortant lors des élections départementales et l'emporte de justesse avec 50,8 % des voix face à nouveau à Francis Adolphe (DVG), à 49,2 % des voix.
Lors des élections législatives de 2022, il obtient 37,03 % des suffrages au premier tour de la troisième circonscription législative de Vaucluse et 58,82 % des suffrages au second tour, ce qui lui permet d'être élu face au député sortant Adrien Morenas de La République en marche. 
Lors des élections législatives de 2024, il est réélu dès le premier tour avec 53,51% des suffrages, face aux candidats du PCF et de Renaissance. À l'Assemblée nationale, il siège à la commission des Affaires économiques.
Le 22 novembre 2024, il est nommé président de la commission d'examen des pratiques commerciales.
Le 22 mai 2025, il publie avec le député Horizons François Jolivet un rapport appelant à renforcer le contrôle des investissements étrangers en France.

## Ligne politique
Le Monde le décrit en 2022 comme un « catholique libéral-conservateur ». 

### Opposition au droit à l'avortement
Soutien de la « Marche pour la vie », il est un vif opposant au droit à l'avortement : en 2014, il promet de parrainer les candidats aux élections sénatoriales et présidentielle qui s’engageraient à « abroger, à terme, la loi sur l’avortement » ; en 2015, il évoque les 40 ans de la loi Veil comme un « sinistre anniversaire » et rend hommage « aux millions de victimes de l’avortement ».
En 2016, il défend la position de l’avocat Frédéric Pichon selon laquelle la loi sur le regroupement familial de 1974 et la loi Veil de 1975 auraient pour même finalité le « grand remplacement ».
En 2020, il compare sur Twitter l’avortement « aux génocides arméniens et rwandais, à la Shoah, aux crimes de Daesh ».
En 2022, il indique s’opposer « de toutes ses forces » à la proposition de loi du groupe Renaissance visant à constitutionnaliser le droit à l'avortement. 

### Opposition au mariage pour tous
Il réaffirme en 2023 son opposition au mariage entre personnes de même sexe, déclarant « le mariage pour tous était une œuvre de déstabilisation de l'unité nationale en fracturant la société. Je n'ai aucun regret d'avoir manifesté mon opposition ».

### Déni du réchauffement climatique
Il diffuse des thèses climatodénialistes, affirmant notamment que les scientifiques du GIEC seraient des « propagandistes ».